# 대전 퍼즐구슬
《대전 퍼즐구슬》는 코나미가 제작한 아케이드 퍼즐 게임 시리즈이다. 《뿌요뿌요》와 같이 낙하하는 물체를 조종해 플레이어가 타 플레이어나 CPU를 상대로 대결하는 것이 게임의 주목표이다.

## 개발
《두근두근 메모리얼》, 《트윈비》 등 코나미의 타 프랜차이즈나 《마루코는 아홉살》, 《미르모 퐁퐁퐁》같은 타 미디어와의 크로스오버 작품들이 제작됐다.

## 게임 목록
- 《대전 퍼즐구슬》 (1994)
- 《츠요시 정신차려 대전 퍼즐구슬》 (1994)
- 《트윈비 대전 퍼즐구슬》 (1994)
- 《두근두근 메모리얼 대전 퍼즐구슬》 (1995)
- 《치비 마루코 양의 대전 퍼즐구슬》 (1995)

## 참조

### 내용주
1. ↑  일본어: 対戦ぱずるだま

### 참조
1. ↑  “Tokimeki Memorial 2 Taisen Pazurudama for PS”. 《GameSpot》. CBS Interactive. 2007년 3월 21일에 원본 문서에서 보존된 문서. 2010년 10월 20일에 확인함.